# 索尼移动通信
索尼公司行動通訊事業本部（英語：Mobile Communications Business Group），簡稱索尼行動（Sony Mobile），前身是一家跨國性行動電話製造公司，在日本東京與瑞典隆德各設有聯合總部，由索尼公司全資擁有。它設立於2001年10月1日，原本由索尼與瑞典電信設備公司愛立信合資成立，並以索尼愛立信作為公司名稱。
2012年2月16日，索尼併購愛立信的股權，改名「索尼行動通訊」。 
2021年4月1日，索尼宣布將總公司名稱改為索尼集團（Sony Group），索尼電子（Sony Electronics）則在同日改名為索尼公司（Sony Corporation），及將索尼行動通訊併入索尼公司成為「行動通訊事業本部」，公司法人消滅。
索尼行動通訊在日本東京、印度清奈、瑞典隆德、中國北京與美國矽谷設有研究發展基地。索尼行動2016财年（2016年4月1日至2017年3月31日）智能手机出货量为1460万台，2016年年度出货量未能进入世界前十。

## 歷史

### 起源
1990年代初期，愛立信與通用電氣在美國合資成立愛立信行動通訊（ECS），以求在美國市場立足，並建立品牌識別。
愛立信當時決定電話晶片均採用唯一的來源——飛利浦在墨西哥的一家工廠。2000年7月，工廠的一場火災汙染無塵設施。飛利浦向愛立信與另一大客戶諾基亞保證產品延遲交貨不會超過一週。當生產狀況導致明顯要拖到數個月時，愛立信面臨嚴重的缺貨。諾基亞已經開始由其他來源獲得零件，而愛立信的處境則因現有機型的生產問題與新機型的延誤而更為困難。
愛立信當時已經投入行動電話市場數十年，是世界第三大手持行動電話的製造商，因此事而遭受巨大的損失。除了火災的因素外，也與無法製造像諾基亞一樣便宜的產品有關。為了減少損失，該公司考慮將生產委外給亞洲公司，以製造出低成本的行動電話。
愛立信出售行動電話部門的考量開始傳播，然而公司總裁庫爾特·赫爾斯持羅姆（Kurt Hellström）表示無此計畫。他說：「行動電話是愛立信真正的核心業務，如果沒有電話我們將無法保持（在網路上的）成功。」
索尼在2000年的全球行動電話市場上仍是微不足道的角色，佔有率不到百分之一。2001年8月，兩家公司確認在4月間宣佈的合併方案。愛立信投入愛立信行動通訊的大多數資源，剩餘的則成立衍生公司易利信手機技術平台；索尼則投入整個電話聽筒部門。新公司命名為「索尼愛立信行動通訊」（Sony Ericsson Mobile Communications，縮寫SEMC），成立時擁有3,500位員工。

### 索尼愛立信時期

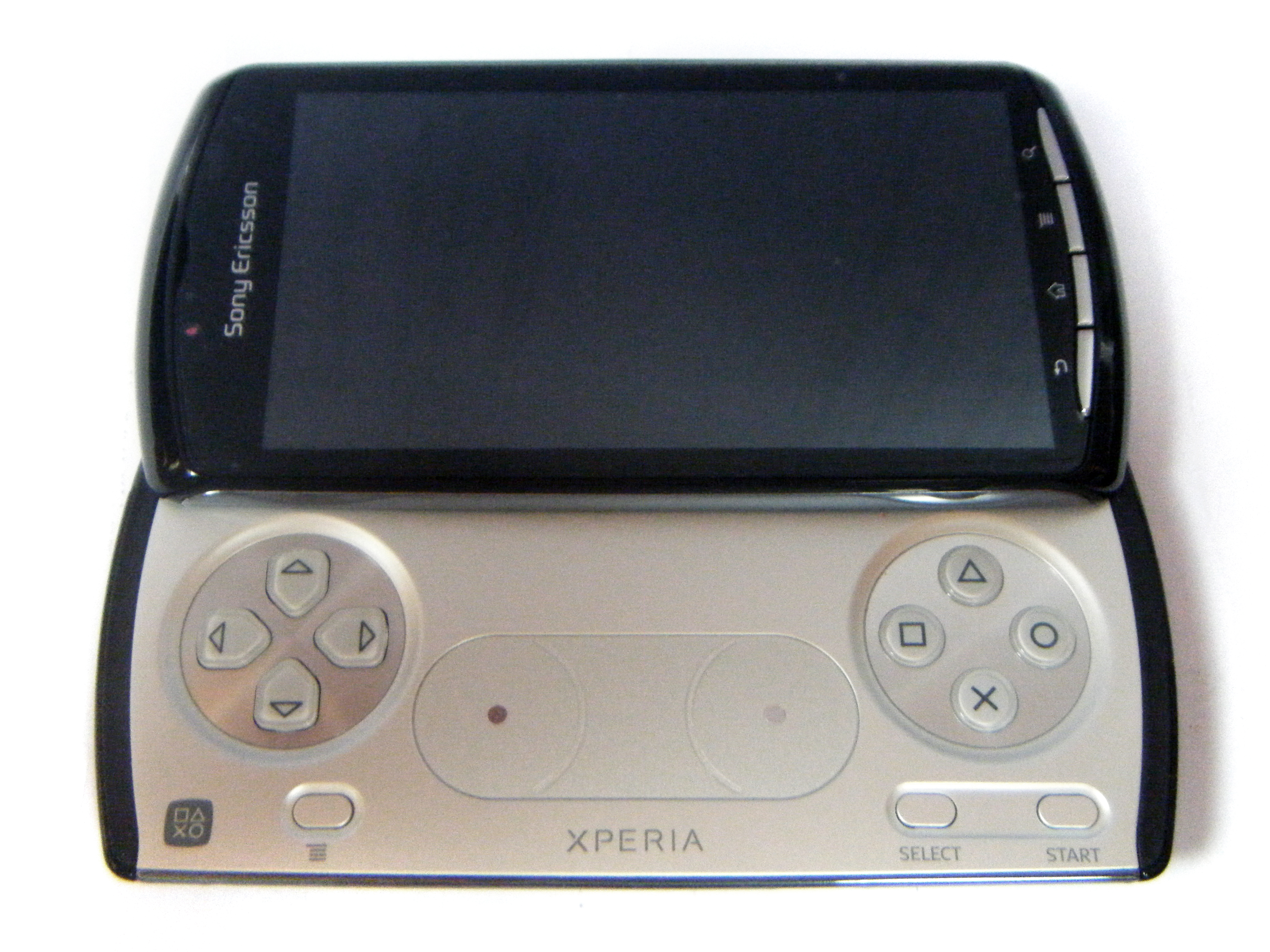
Sony Ericsson Xperia Play

「索尼愛立信行動通訊」簡稱「索尼愛立信」，創立於2001年10月，總部設於瑞典隆德。索尼愛立信希望透過愛立信於電訊方面的專業及索尼在消費性電子產品的優勢互補，在行動通訊領域創造出強大的品牌。索尼愛立信首要的任務是在全球建立起強大的品牌形象。索尼愛立信成立的半年內發表了綠色液體圓球（liquid identity），作為該公司品牌商標。
索尼愛立信成立之初，旗下產品銷售不佳，並低於合併前的兩家公司行動電話總銷量。2003年，索尼愛立信在全球GSM市場上發表T610、T100以及日本市場發表SO505i三支行動電話，並在全球熱賣。2003年10月，索尼愛立信首度獲利。索尼愛立信以此為出發點，以成功的精緻策略，旗下的行動通訊產品持續熱銷。
2005年，配合索尼「Sony United」政策，索尼愛立信發表採用索尼Walkman品牌的音樂手機。2007年8月，索尼愛立信再次發表採用索尼Cyber-Shot品牌的照相手機。在軟體應用面，索尼愛立信手機內建軟體PlayNow可透過網路下載索尼音樂旗下藝人歌曲。在行銷上，索尼愛立信與索尼影業合作採用置入性行銷，索尼影業所出品的電影上不斷出現索尼愛立信手機。索尼愛立信成功結合了索尼集團的電子、娛樂事業資源，也由精緻路線轉為多樣化產品路線；索尼愛立信的行動電話市占率由全球第六大市占率擴大至全球第三大品牌。
2008至2009年，手機毛利下滑、新機發表時間拖延以及2007年－2008年2008全球金融危機的衝擊等不利因素，索尼愛立信出現嚴重虧損，市占率退至全球第五大。2009年，索尼愛立信發表了「娛樂無限」（Entertainment Unlimited），未來手機以音樂體驗、影像體驗、Java遊戲，以及資訊服務與其他服務和應用整合，並發表首款娛樂無限概念機型——Satio。
2011年10月，索尼宣佈與愛立信達成協議，由索尼以10.5億歐元收購愛立信所持有的索尼愛立信股份，預定於2012年元月完成手續；收購後索尼愛立信將成為索尼100%持股的子公司，公司品牌名稱與標誌暫時維持現狀。2012年起發售的部份新款手機如Xperia S則已經改掛SONY標誌，而非Sony Ericsson標誌。
2011年10月27日，索尼宣布出资10.5亿歐元收購愛立信所持有的50%股份，解除合資關係，將索尼愛立信併入集團旗下。2012年2月15日收購完成，索尼愛立信改名「索尼行動通訊」（Sony Mobile Communications），品牌改為「索尼」（Sony）。

### 索尼時期

Xperia標誌

索尼行動通訊成为索尼100%持股的子公司。2012年10月公司總部迁至东京。裁員人數約佔子公司全部員工的15%，2014年3月底前完成。
根据研究公司Gartner的统计，2012年第一财季，索尼手机的全球市场份额仅剩1.9%。
2012年，Xperia系列手機已經掛上了「SONY」品牌，例如Xperia S。2012年下半年發表的Xperia V及Xperia J更取消了小綠球標誌。
2019年3月，索尼宣布将关闭位于北京的智能手机工厂，将会把生产线移到泰国，以降低成本。
2019年3月26日，索尼宣布将其影像产品及解决方案业务、家庭娱乐及声音产品业务和移动通信业务整合为电子产品和解决方案业务（Electronics Products & Solutions），于2019年4月1日起生效。
2020年4月1日，索尼成立一家中间控股公司“索尼电子公司”（Sony Electronics Corporation）。索尼电子公司将整合构成其电子产品和解决方案（EP＆S）部门的三项业务（影像产品与解决方案、家庭娱乐与音频、移动通信）及相关的全球销售和市场营销、制造、物流、采购和工程平台业务。
2021年4月1日，索尼公司更名为“索尼集团公司”（Sony Group Corporation），索尼电子公司更名为“索尼公司”並合併索尼移动通信、索尼家庭娱乐及声音产品和索尼影像产品及解决方案。

## 口號

### I Love

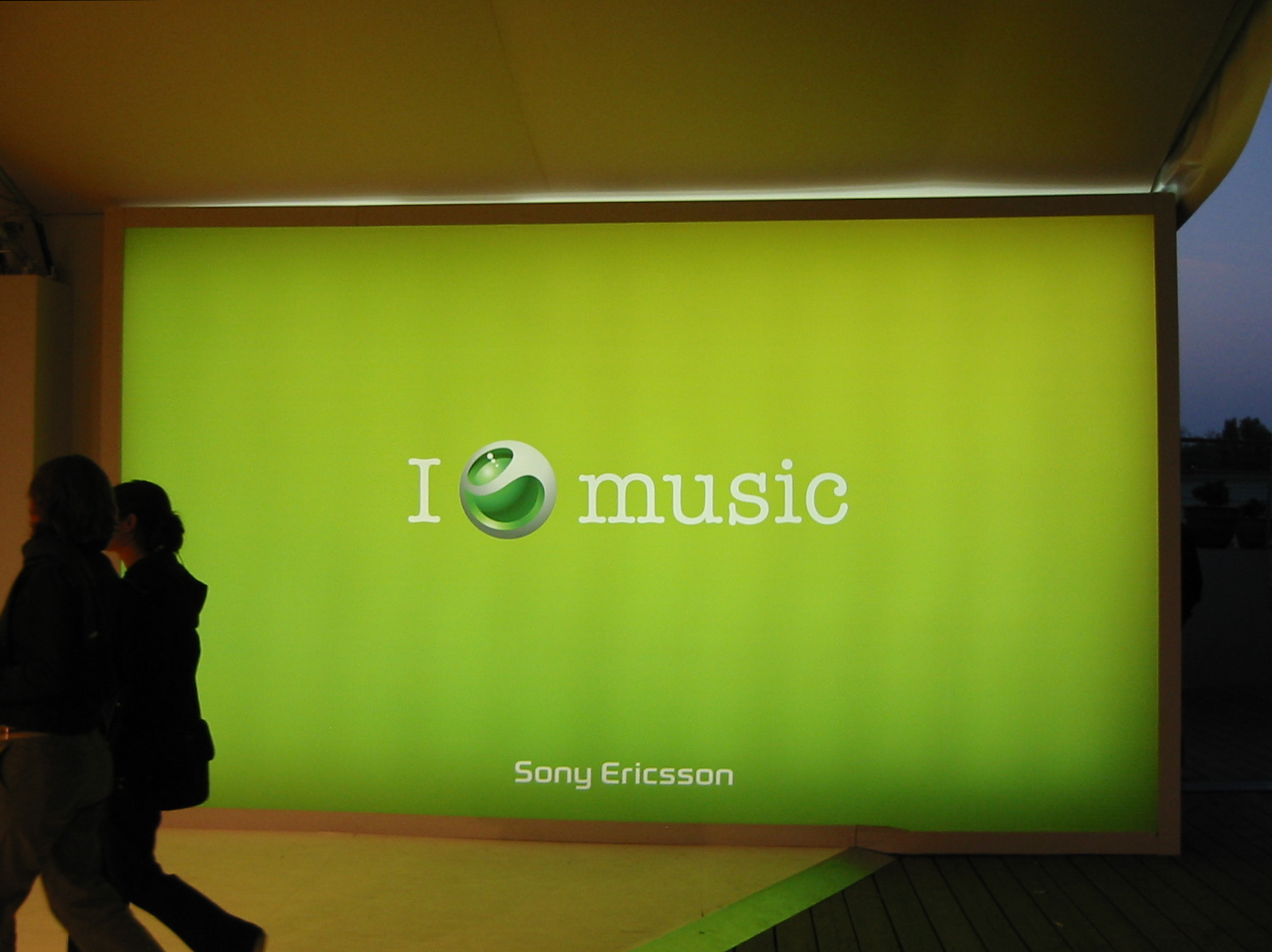
“I Love Music”广告板

2006年10月，索尼愛立信發表以全新品牌形象商標的推廣計劃，由品牌顧問公司Wolff Olins設計，形象包括全新色彩設計以及簡單的核心概念為基礎，Sony Ericsson綠色球體商標將搭配一段簡短單字或訊息加以圍繞，投射的情境意象，呈現每個人、每一天的生活中，透過Sony Ericsson的產品、配件與服務所獲得的不同體驗。例如：我愛聲視驚人。（以索尼愛立信標誌代替愛字）

### Entertainment Unlimited
2009年，索尼愛立信發表娛樂無限（Entertainment Unlimited）口號，索尼愛立信表示希望回到了製造產品的原點，將Walkman音樂體驗、Cyber-shot影像體驗、Java 遊戲，以及資訊服務與其他服務和應用整合；通過手機和其他家電設備的無縫整合，使用者可以從電視、個人電腦和Wi-Fi系統在內的多種方式享受和分享頂級品質的娛樂內容。

## 產品

### 索尼愛立信
| 系列 | 特點                                                              | 特點                                                                                     |
| ---- | ----------------------------------------------------------------- | ---------------------------------------------------------------------------------------- |
| C    | Cyber-Shot：專業照相手機系列                                      | 豐富的相機功能與高畫質自拍前置鏡頭的手機(最後一款為2016年 SONY C5，後繼機種為X系列Ultra) |
| D    | 德國電信（Deutsche Telekom）專用的行動網路手機系列                                | T-Mobile-行動網絡的獨家電話系列                                                          |
| F    | Fun：專屬遊戲機系列                                               | 遊戲為重點的手機                                                                         |
| G    | Generation Web：網際網路手機系列                                  | 以網際網路為設計重點手機                                                                 |
| J    | Junior：國民機系列                                                | 低檔入門手機                                                                             |
| K    | Kamera：雙面設計手機系列                                          | 雙面設計直立式手機，部份機種強調照相功能，Cyber-Shot子系列為C系列前身                    |
| M    | Messaging：業務系列                                               | 業務重點的智能手機，沒有數位鏡頭；至SONY之後有鏡頭，與防水(最後一款為2016年 SONY M5)     |
| P    | Professional：商務多媒體手機系列                                  | 商務多媒體旗艦機種，後為2011年 SONY ERICSSON Xperia PLAY，也是最後一款                   |
| R    | Radio：收音機手機系列                                             | 收音機功能，外貌像收音機，手機設有內置式調幅及調頻收音機                                 |
| S    | swivel/slide/snap-shot：滑蓋、旋蓋、隨手拍系列                    | 原為Swivel旋蓋系列，後改成Slide滑蓋機種，現為Snap-Shot隨手拍系列                         |
| T    | Tala：Sony Ericsson標準機系列                                     | 直身手機，首個推出的系列                                                                 |
| U    | Unlimited：Entertainment Unlimited系列                            | 最近推出的系列，Satio（U1i）、Aino（U10i）、Yari（U100i）、Vivaz（U5i）                  |
| V    | Vodafone：沃達豐手機系列                                          | Vodafone沃達豐網絡的獨家手機                                                             |
| W    | Walkman：音樂隨身聽手機系列                                       | Walkman擁有豐富的音樂功能的行動音樂手機                                                  |
| X    | Xperia：全新體驗系列，Windows Mobile及Android作業系統的智慧型手機 | 源自Experience，希望帶給消費者全新體驗                                                   |
| Z    | Ze Bobber：時尚摺疊系列                                           | Ze Bobber（原名不詳）時髦的摺機（翻蓋手機）                                              |

### 索尼
在正式更名為索尼行動通訊後，其後產品均被賦予Xperia的名稱。

## 參閱條目
- 索尼
- 全球二十大半导体厂商

## 外部連結
- 官方网站：全球、日本、台灣、香港、美國、中國
- 官方論壇 （页面存档备份，存于）
- 索尼移动通信的X（前Twitter）
- 索尼移动通信的Facebook專頁
- 索尼移动通信的Instagram帳戶
- YouTube上的索尼移动通信頻道